# Potemnemus wolfi
Potemnemus wolfi là một loài bọ cánh cứng trong họ Cerambycidae.